# Сивацька Міла Олексіївна
Людми́ла (Мі́ла) Олексі́ївна Сивáцька (нар. 3 грудня 1998, Київ, Україна) — українська кіноакторка та ведуча. Відома за ролями в серіалах «Мереживо долі», «Хороший хлопець», «Гранд», а також роллю Василини у фільмі «Останній богатир».

## Життєпис
Народилась 3 грудня 1998 року у місті Київ, Україна. З шести років професійно займається танцями: спочатку народними — потім бальними. Що дало можливість у 2010 році стати чемпіонкою України зі спортивних бальних танців в категорії Юніори-I D клас (обидві програми). Закінчила навчання у таких київських модельних агенціях, як: «Карин» та «Парадиз». Отримала Гран Прі дев'яти дитячих модельних конкурсів. Має титул Міні міс Всесвіт 2007.
Ведуча конкурсів «Міні-міс Київ 2010», «Міні-модель інтернешнл 2009», ведуча щорічного благодійного концерту «Зірки дітям» у Київському палаці спорту, який проводив Тимофій Нагорний, ведуча передачі «Обережно діти» на українському телеканалі Перший національний.
Фіналістка Дитячого Євробачення 2011-го року у складі гурту «Флешки», продюсер Євгеній Орлов у «Артеку». Також взяла участь у вокально-танцювальному проєкті українського телеканалу «Інтер» — «Шоу № 1» (2011). Перша зйомка відбулася в кліпі польської співачки Marta Wiśniewska {Mandaryna}. Потім була маленька роль у фільмі режисера Анатолія Матешко «Геній пустого місця» у 2008 році. З цього і почалась кар'єра у кіно. Починаючи з 2008 року Міла постійно знімається у кіно..Займає перше місце в незалежному on-line кастингу. Виконала головну дитячу роль в першому українському фільмі жахів «Синевир» в форматі 3D (продюсер Володимир Хорунжий), що отримав гран-прі московського 3D-стерео фестивалю в категорії найкращий ігровий фільм.
Професійно займається вокалом. У 2012 році брала участь в конкурсі на українському телеканалі «1+1» — «Голос. Діти» з піснею «We will rock you». Знімає відеоблоги: спочатку під ніком «Mila Sivatskay», а зараз (2017 рік — під своїм ім'ям — «Мила Сивацкая», де має понад 859 тис. підписників).
2016-го зіграла головну роль у серіалі «Мереживо долі» (рос. "Нити Судьбы") телеканалу «Інтер». Її колегами по майданчику стали Ольга Сумська, Валерій Афанас'єв, Дмитро Суржиков та інші. У 2017 році знімалася в серіалі телеканалу «1+1» — «Хороший хлопець».
2017-й рік — роль однієї з головних героїнь — Василини у фільмі «Останній богатир».
2018-го року зіграла роль Ксенії Завгородної в серіалі «Гранд».
У 2022 році через критику російського військового вторгнення в Україну Сивацькій на 50 років заборонили вїзд на територію РФ.

## Фільмографія
- 2021 - Останній богатир: Посланець темряви - Василіса Премудра
- 2020 — Останній богатир: Корінь зла — Василіса Премудра
- 2020 — «Козаки . Абсолютно брехлива історія» — Мар'яна
- 2019 — «Інша» — Катя
- 2018 — 2020 — «Гранд»[13] — Ксенія Завгородня
- 2017 — «Квіти дощу» — Ніна
- 2017 — «Біле-чорне» — Маша
- 2017 — «Хороший хлопець» — молодша сестра головного героя
- 2017 — «Останній богатир» — Василина
- 2017 — «Пес-2» — Еля (14 серія)
- 2017 — «Настане світанок»
- 2017 — «Спокуса-2» — Каміла в юності
- 2017 — «Спокуса» — Каміла в юності
- 2016 — «Центральна лікарня» — епізод
- 2016 — «Потрійний захист» — Аліна Карташова
- 2016 — «Поранене серце» — Євгенія, донька Маскима, головна роль
- 2016 — «Провідниця» — Рада, циганська донька (1 серія)
- 2016 — «Мереживо долі» — Ольга (Олександрина), головна героїня
- 2016 — «40+ або Геометрія почуттів» — Марія в юності
- 2016 — Випадкових зустрічей не буває  - Варя
- 2016 — «Вчора. Сьогодні. Назавжди» — Люба, донька Світлани
- 2015 — «Пес» — Юля, донька Лосева (18 серія)
- 2014 — «Швидка допомога (серіал)»[14]
- 2014 — «Синевір»
- 2014 — «Мухтар» (-2/9 сезон)
- 2013 — «Повернення Мухтара»(-2/8 сезон)
- 2012 — «Жіночий лікар»
- 2012 — «Лист очікування»
- 2011 — «Білі троянді надії»
- 2010 — «Маршрут Милосердя»
- 2010 — «Віра Надія Любов»
- 2009 — «Тільки кохання»
- 2008 — «Геній пустого місця»

## Телевізійні Шоу
- 2012 — «Голос Діти (телешоу, Україна)»[15][16]
- 2011 — «Шоу №1/телеканал Інтер»[17]

## Примітка
1. ↑  БЫТЬ АКТРИСОЙ – МОЯ ОСНОВНАЯ ЦЕЛЬ И МЕЧТА. Архів оригіналу за 14 травня 2014. Процитовано 23 червня 2014. [Архівовано 2014-05-14 у Wayback Machine.]
2. ↑  Фоторепортаж «Зірки дітям»
3. ↑  Мила Сивацкая. Кино-Театр.РУ. Процитовано 15 листопада 2017.
4. ↑  гурт «Флешки»-фінал Дитячого Євробачення 2011-Артек. Архів оригіналу за 15 травня 2014. Процитовано 23 червня 2014. [Архівовано 2014-05-15 у Wayback Machine.]
5. ↑  Mandaryna
6. ↑  Mandaryna «Stay Together»
7. ↑  StarLife. Архів оригіналу за 3 квітня 2017. Процитовано 2 квітня 2017. [Архівовано 2017-04-03 у Wayback Machine.]
8. ↑  |незалежний on-line кастінг. Архів оригіналу за 14 травня 2014. Процитовано 23 червня 2014. [Архівовано 2014-05-14 у Wayback Machine.]
9. ↑  Перший Український фільм жахів в форматі 3D «Синевір». Архів оригіналу за 26 травня 2014. Процитовано 23 червня 2014. [Архівовано 2014-05-26 у Wayback Machine.]
10. ↑  На прем'єрі "Сеневір". Архів оригіналу за 14 травня 2014. Процитовано 23 червня 2014. [Архівовано 2014-05-14 у Wayback Machine.]
11. ↑  Видео Блог
12. ↑  Мила Сивацкая. YouTube (укр.). Процитовано 15 листопада 2017.
13. ↑  [Архівовано 2018-07-11 у Wayback Machine.] [Гранд
14. ↑  Швидка допомога. Архів оригіналу за 18 квітня 2014. Процитовано 23 червня 2014. [Архівовано 2014-04-18 у Wayback Machine.]
15. ↑  Голос Діти. Архів оригіналу за 17 квітня 2014. Процитовано 23 червня 2014.
16. ↑  Мила Сивацкая «We will rock you»
17. ↑  Шоу № 1